# Santa Bárbara, Chihuahua
Santa Bárbara är en kommunhuvudort i Mexiko.   Den ligger i kommunen Santa Bárbara och delstaten Chihuahua, i den centrala delen av landet, 1 100 km nordväst om huvudstaden Mexico City. Santa Bárbara ligger 1 938 meter över havet och antalet invånare är 10 800.
Terrängen runt Santa Bárbara är varierad. Runt Santa Bárbara är det mycket glesbefolkat, med 3 invånare per kvadratkilometer. Santa Bárbara är det största samhället i trakten. Omgivningarna runt Santa Bárbara är i huvudsak ett öppet busklandskap.